# Dryopteris handeliana
Dryopteris handeliana är en träjonväxtart som beskrevs av Carl Frederik Albert Christensen. Dryopteris handeliana ingår i släktet Dryopteris och familjen Dryopteridaceae. Inga underarter finns listade.